# Гаджиев, Гаджи Зиявдинович
Гаджи Зиявдинович Гаджиев (род. 26 октября 1987, Карата, Дагестанская АССР) — российский борец вольного стиля.

## Биография
Гаджи Гаджиев увлекся вольной борьбой в родном селении Карата в возрасте 12 лет, там других спортивных секций не было, но, если бы даже они были, по его словам, он всё равно бы занялся любимым горцами единоборством. Вот только условия для тренировок в Карата оставляли желать много лучшего. Гаджи повезло, что его семья переехала в Махачкалу, и он получил возможность тренироваться в хороших условиях. Правда, ему тогда было уже 14 лет, занимался он в ШВСМ. Поэтому-то, наверное, и результаты к нему пришли поздно. Только в 2010 году он смог обратить на себя внимание, выиграв первенство ЮФО и завоевав медали на международных турнирах в Минске и Махачкале, в том же году выступал на чемпионате мира по грэпплингу. На чемпионате России в 2012 году занял 3 место, через полтора месяца победил на «Гран-При Германии». в декабре того же года выиграл турнир имени Али Алиева. В 2013 году стал бронзовым призёром чемпионата России. В том же году в Хасавюрте выиграл Межконтинентальный Кубок. На чемпионате России 2014 года занял 5 место. В 2017 году неудачно выступил на турнире имени Али Алиева, после чего на крупных турнирах не появлялся.

## Спортивные результаты
- Гран-при Али Алиева 2012 — ;
- Чемпионат России по вольной борьбе 2012 — ;
- Чемпионат России по вольной борьбе 2013 — ;
- Чемпионат России по вольной борьбе 2014 — 5;
- Чемпионат России по вольной борьбе 2015 — 32;